# Sundathelphusa montana
Sundathelphusa montana is een krabbensoort uit de familie van de Gecarcinucidae. De wetenschappelijke naam van de soort is voor het eerst geldig gepubliceerd in 1894 door Bürger.